# Остроушко, Владимир Николаевич
Влади́мир Никола́евич Остроу́шко (укр. Володимир Миколайович Остроушко; род. 8 января 1979, Киев) — украинский футболист, выступавший на позициях полузащитника и защитника

## Биография
Начал карьеру в 2000 году, в составе третьей команды киевского ЦСКА, выступавшей в любительском чемпионате Украины. В 2001 году стал игроком профессионального клуба второй лиги чемпионата Украины — «Системы-Борекс» из Бородянки. В составе команды в 2002 стал победителем своей группы второго дивизиона, однако в первой лиге выступал за клуб всего на протяжении полугода, после чего перешёл в другой коллектив из Киевщины — «Нафком-Академию», представлявшую сначала Ирпень, а позднее — Бровары. В 2005 году подписал контракт с одесским «Черноморцем», выступавшим в высшей лиге. По словам главного тренера «Нафкома», Олега Федорчука, сумма трансфера составила 75000 долларов. В высшем дивизионе дебютировал 12 июля 2005 года, выйдя в стартовом составе в домашнем матче против киевского «Арсенала». Всего провёл за одесситов в высшей лиге 8 игр, также отыграл 10 матчей и забил 2 гола за команду в турнире дублёров. «Черноморец» в сезоне 2005/06 стал бронзовым призёром чемпионата Украины, однако Остроушко покинул команду в зимнее межсезонье, перейдя в луганскую «Зарю», в составе которой стал победителем первой лиги. Тем не менее, игрок всё же получил знак отличия Одесского городского головы «За заслуги перед городом», как член бронзового состава «Черноморца».
Летом 2006 года стал игроком луцкой «Волыни», в составе которой на протяжении полугода выступал в первой лиге. Затем отправился в Казахстан, проведя половину сезона в составе «Тараза». По возвращении в Украину некоторое время играл за любительские клубы из Киева и Киевской области, а летом 2010 года подписал контракт с кировоградской «Звездой», выступавшей в первой лиге, за которую провёл полноценный сезон, появляясь на поле в большинстве матчей. Покинул команду летом 2011 года. После этого некоторое время защищал цвета любительской «Бучи», а в 2012 году отправился в Польшу, где подписал контракт с клубом «Заглембе» из Сосновца, выступавшем в местной второй лиге. В составе команды провёл два с половиной сезона, в чемпионате 2013—2014 годов заняв третье место в своей группе второй лиги, покинул польский клуб в 2014 году. Затем играл за любительские коллективы из Украины и Польши

## Достижения
- Бронзовый призёр чемпионата Украины: 2005/06
- Победитель первой лиги Украины: 2005/06
- Победитель второй лиги Украины (2): 2001/02 (группа «Б»), 2002/03 (группа «Б»)